# Placostylinae
Placostylinae zijn een onderfamilie van weekdieren uit de klasse van de Gastropoda (slakken).

## Taxonomie
De volgende geslachten zijn bij de onderfamilie ingedeeld:
- Aspastus Albers, 1850
- Basileostylus Haas, 1935
- Callistocharis Pilsbry, 1900
- Diplomorpha Ancey, 1884
- Eumecostylus Albers, 1860
- Euplacostylus Crosse, 1875
- Leucocharis Pilsbry, 1900
- Malaitella Clench, 1941
- Placocharis Pilsbry, 1900
- Placostylus Beck, 1837
- Poecilocharis Kobelt, 1891
- Quiros Solem, 1959
- Santacharis Iredale, 1927